# 氷川神社 (足立区東伊興)
氷川神社（ひかわじんじゃ）は東京都足立区の神社。地名を冠して伊興氷川神社（いこうひかわじんじゃ）とも称される。

## 概要
創建年代は不明である。伊興村の鎮守であった。かつては幕府直轄領「淵江領」42村の総鎮守でもあった。伊興古墳群を構成する古墳の上に建てられたとみられている。
境内の森はうっそうと茂っており、足立区の保存樹にも指定されている木々も多い。

## 交通アクセス
- 竹ノ塚駅より徒歩19分（経路案内）。